# Ptilodexia canescens
Ptilodexia canescens là một loài ruồi trong họ Tachinidae.